# Cratere Theophilus

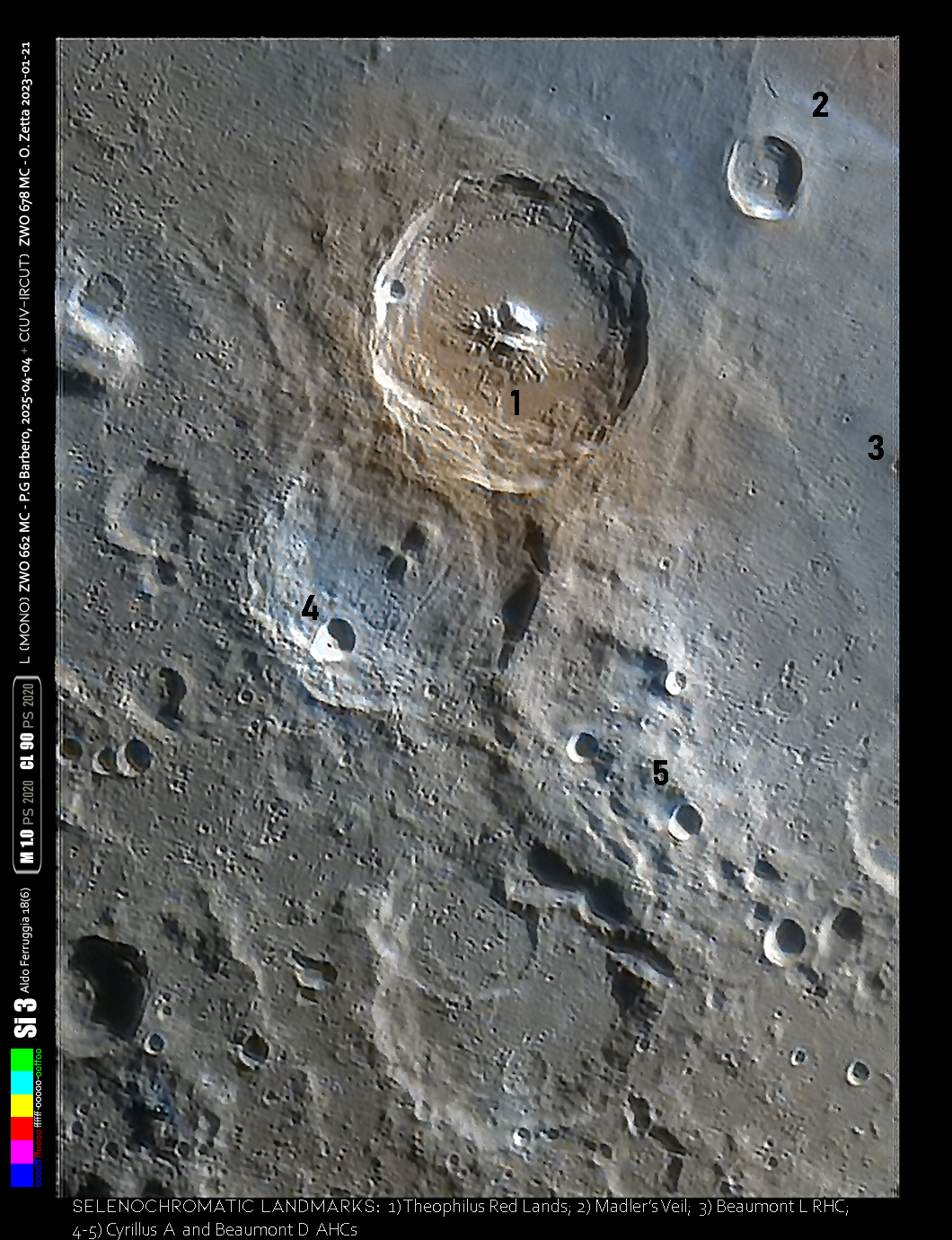
Immagine selenocromatica di Theophilus; Vedi anche:

Theophilus è un cratere lunare di 98,59 km situato nella parte sud-orientale della faccia visibile della Luna.